# Kaznac
Il kaznac (in serbo казнац, letteralmente "giustiziere") era un titolo giudiziario dell'impiegato statale della Bosnia e della Serbia nel Medioevo.
Il kaznac era il ricevitore delle imposte ed era incaricato della gestione del tesoro del territorio sotto la sua giurisdizione, la kaznačina (казначина). Il nome del titolo deriva dalla parola serbo-croata kazna ("pena"). Esso era un servizio fiscale-finanziario, equivalente del latino camerarius (ciambellano").
Nella crisobolla di Dečani , il re Stefano Dečanski (r. 1321-1331) menzionò che i dignitari di corte presenti all'assemblea dei Dečani erano i kaznac, tepčija, vojvoda, sluga e stavilac.
Il titolo di veliki kaznac (велики казнац, "gran kaznac") fu successivamente trasformato in protovestijar (protovestiario).

## Elenco dei titolari

### Serbia
- Vlado, prestò servizio tra il 1274 e il 1279
- Prvoslav Radojević (fl. 1280), servì Elena d'Angiò.
- Mrnjan (fl. 1288), servì Elena d'Angiò alla corte di Trebinje.
- Miroslav (fl. 1306), kaznac, servì Stefan Milutin.
- Jovan Dragoslav (fl. 1300–15), kaznac (1300), poi veliki kaznac (1315), servì Stefan Milutin.
- Dmitar, servì Stefan Milutin e Stefan Dečanski (r. 1321–31) [6]
- Baldovin (fl. 1325–33), servì Stefan Dečanski (r. 1321–31)
- Gradislav Borilović, servì Stefano Dušan.
- Pribac, servì Stefano Dušan (r. 1331–55).
- Bogdan (fl. 1363), kaznac al servizio dell'imperatore Uroš V
- Tolislav

### Bosnia
- Krasoje, servì intorno al 1378 come ultimo kaznac conosciuto della Bosnia e capostipite della famiglia nobile Kresojevic.